# Os carpi centrale
Het os carpi centrale (ook kortweg os centrale) is een incidenteel voorkomend extra handwortelbeentje bij mensen. Bij het kleine deel van de bevolking dat het botje heeft, ligt het aan de dorsale zijde van de handwortel tussen het os scaphoideum, het os trapezoideum en het os capitatum in, radiaal van de diepe fossa van het os capitatum. Het botje is bij nagenoeg ieder menselijk embryo van 17-49 mm lengte aanwezig, maar fuseert daarna bij de meesten met de ulnaire zijde van het scafoïd; bij sommigen zou het fuseren met het os capitatum of het os trapezoideum. Er wordt in de literatuur ook melding gemaakt van een os centrale aan de handpalmzijde van de carpus, maar dit bestaan wordt in twijfel getrokken.
Het os carpi centrale komt bij veel andere primaten als zelfstandig handwortelbeentje voor. Bij chimpansees fuseert het botje rond de geboorte pas met het scafoïd, bij gibbons en orang oetans gebeurt dit pas op late leeftijd.
Op röntgenfoto's wordt een os carpi centrale soms onterecht aangemerkt als afwijkend, losliggend botdeel of als fractuur.

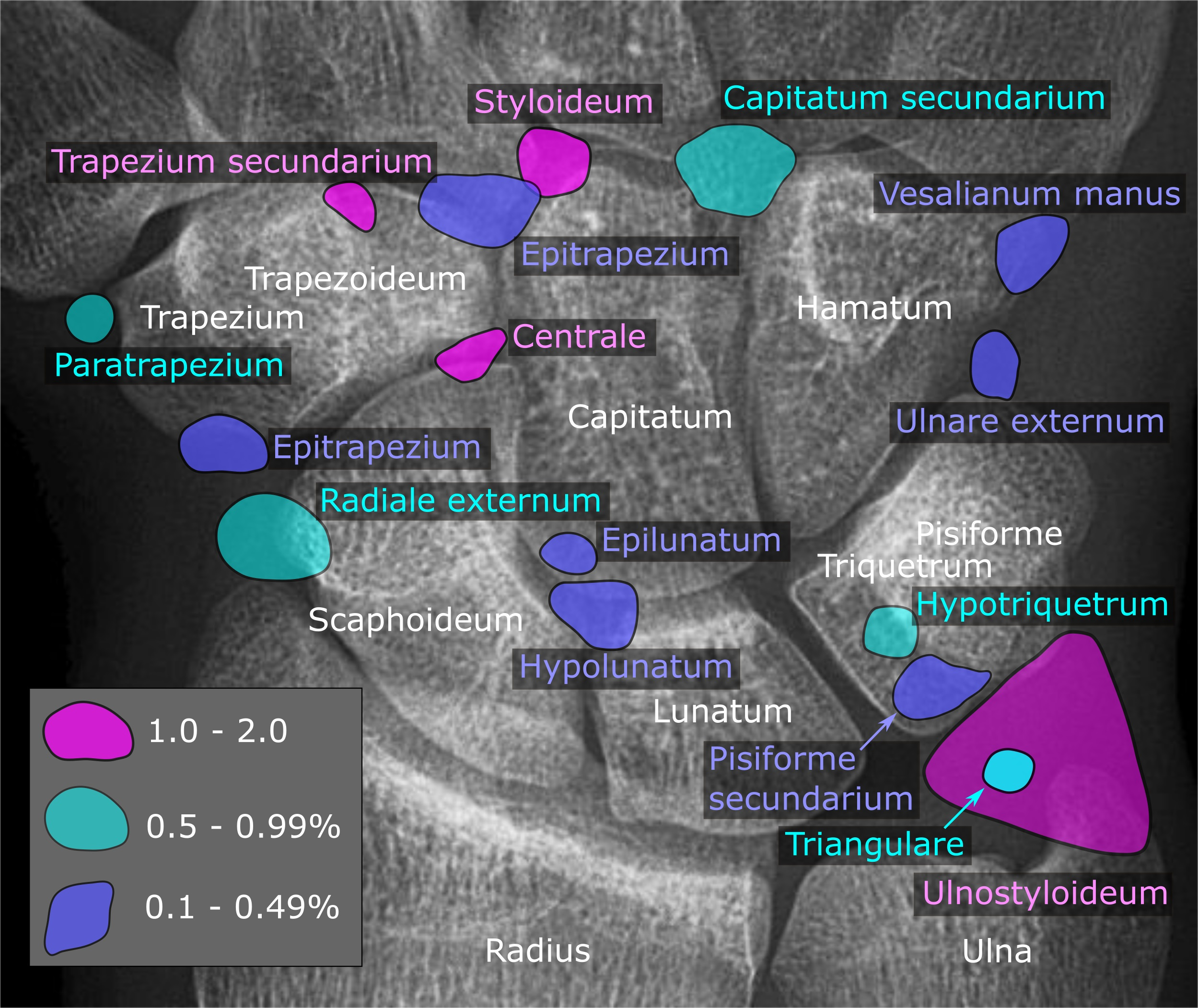
Röntgenfoto van de linker pols, met de extra handwortelbeentjes gekleurd naar hun prevalentie.